# آبراهام سوفائر
آبراهام سوفائر (انگلیسی: Abraham Sofaer؛ ‏ ۱ اکتبر ۱۸۹۶ – ۲۱ ژانویهٔ ۱۹۸۸) بازیگر اهل بریتانیا بود.
از فیلم‌ها یا برنامه‌های تلویزیونی که وی در آن نقش داشته‌است، می‌توان به منطقه نیمه‌روشن، دود اسلحه، تونل زمان، خواب جینی را می‌بینم، گمشده در فضا، دردسر، وای دکتر نه!، نل گوئین، نخست‌وزیر، کجا می‌روی، ۴ نفر برای تگزاس، تاراس بولبا، ترانه بی‌پایان، چه!، چیزام، کریستف کلمب، بزرگترین داستان عالم، پاندورا و هلندی پرنده، مسئله زندگی و مرگ، رامبرانت، عمر خیام، سر، نخست‌وزیر، و کاپیتان سندباد اشاره کرد.